# Rivière aux Brochets Nord
Pour les articles homonymes, voir Brochet (homonymie) et Rivière aux Brochets.
La rivière aux Brochets Nord est un cours d'eau tributaire de la rivière aux Brochets. Ce cours d'eau traverse le territoire des municipalités de Dunham et de Stanbridge East dans la municipalité régionale de comté de Brome-Missisquoi, dans la région administrative de l'Estrie, dans la province de Québec, au Canada.

## Géographie
Les bassins versants voisins de la rivière aux Brochets nord sont :
- côté nord : rivière Yamaska ;
- côté est : ruisseau Gear ;
- côté sud : rivière aux Brochets ;
- côté ouest : rivière aux Brochets.

La rivière aux Brochets Nord tire sa source d'une petite zone de marais (longue de 1,2 km, située entre deux montagnes et en zone forestière) dans la partie sud du territoire de Dunham. Cette zone est située à l'ouest du lac Selby, au sud-ouest du village de Dunham, à l'ouest de la route 213, au sud de la route 202 (chemin Bruce) et à l'ouest de la route 237.
À partir de ce marais, le cours de cette rivière coule sur :
- 2,7 km vers le nord jusqu'à la route 202 que la rivière traverse à 2,7 km à l'ouest du village de Dunham ;
- 3,1 km vers le nord jusqu'au chemin de Maska ;
- 1,1 km vers le nord-ouest jusqu'au ruisseau Noiseux (venant de l'est) ;
- 2,0 km vers l'ouest jusqu'à la route 237 (chemin du 10e rang) ;
- 3,2 km vers l'ouest jusqu'à une route de campagne que la rivière traverse près du hameau Pearceton ;
- 1,7 km vers l'ouest jusqu'au ruisseau Dextraze (venant du nord) ;
- 4,5 km vers le sud-ouest en zone agricole jusqu'à son embouchure.

La rivière aux Brochets Nord se déverse sur la rive nord de la rivière aux Brochets, juste au nord du village de Stanbridge East.

## Toponymie
Le toponyme « rivière aux Brochets Nord » a été officialisé le 5 décembre 1968 à la Commission de toponymie du Québec.